# Arctia phaesoma
Arctia phaesoma là một loài bướm đêm thuộc phân họ Arctiinae, họ Erebidae.